# Le Moscovite

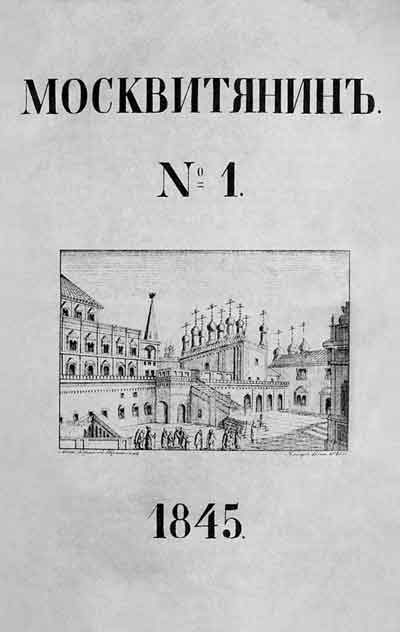
La couverture du n° 1 en 1845.

Le Moscovite (Москвитянинъ, Moskvitjanin) est une revue scientifique et littéraire qui parut en Russie de 1842 à 1856, éditée par l'historien Mikhaïl Pogodine, et qui avait une orientation slavophile.
Il ne doit pas être confondu avec un autre titre Le Moscovite, en russe : Moskvitch (Москвич), journal quotidien dirigé par Constantin Axakov de 1857 à 1868, aux tendances panslaves et slavophiles plus prononcées.

## Histoire
Mensuel au début, la revue devint bimensuelle à partir de 1849. Elle s'appuyait sur la collaboration d'historiens et d'auteurs de renom, comme Stepan Chévyrev, Fiodor Glinka, et le célèbre Vladimir Dahl. Elle défendait les traditions du peuple russe, avec un regard nouveau, appuyé sur les travaux d'ethnographes, d'historiens et de romanciers. L'idéologie soviétique en faisait autrefois un parangon de l'idéologie bourgeoise du retour aux sources populaires du milieu du XIXe siècle.
Chévyrev développait la trilogie formulée par Nicolas Ier de défense de l'orthodoxie, de l'autocratie et du peuple (ou Narodnost, philosophie selon laquelle le peuple est dépositaire de la sagesse et de l'identité russes). Cette idée, ainsi que la défense des vertus patriarcales, s'opposait à l'idéalisme de la philosophie allemande et aux orientations occidentalistes des franges cultivées de l'Empire. Cependant les slavophiles regroupés autour d'Alexeï Khomiakov ne se privaient pas de critiquer la revue.
Elle n'en n'ouvrait pas moins ses pages, en plus de ses collaborateurs permanents, à des auteurs aussi différents qu'Alexandre Weldman, Piotr Viazemski, Nicolas Gogol (extraits du Revizor et de Rome), Carolina Pavlova ou que Mikhaïl Zagoskine...
En même temps, elle s'assurait de la collaboration d'auteurs scientifiques, tels que le philologue-slaviste Izmaïl Sreznevski, le Père Hyacinthe, sinologue et archimandrite, le slaviste et futur académicien Alexandre Hilferding, l'historien et archéologue Ivan Zabéline, le linguiste Fiodor Bouslaïev, l'historien et ethnologue Ivan Sneguiriov, l'indianiste Pavel Iakovlevitch Petrov, etc.
Pogodine quitta la revue en 1850 et laissa la place volontairement à une génération d'auteurs plus jeunes et enthousiastes, tels qu'Ostrovski qui venait de se heurter à la censure impériale à cause de l'opposition des ligues de marchands qui s'estimaient bafouées dans sa dernière pièce (Tableau de famille), ou Apollon Grigoriev.
La nouvelle rédaction voulait se libérer de l'idéologie philosophique du régime de Nicolas Ier finissant, mais elle n'en demeurait pas moins opposée aux occidentalistes et à l'influence néfaste de l'esthétisme et des mœurs matérialistes occidentales. Des écrivains furent publiés comme Grigorovitch, Tiouttchev, Fet, après sa rupture avec Tchernychevski, et des traductions remarquées de Dante, de Goethe, de l'inévitable (à l'époque...) George Sand et de Walter Scott rencontrèrent un vif succès.
Toutefois, l'échec de la guerre de Crimée marqua la société et l'intelligentsia russes, conscientes de la faiblesse de l'Empire par rapport à l'Angleterre, la France et les pays allemands. L'idéal patriarcal devait se transformer. La publication du Moscovite cessa, une partie de ses collaborateurs s'en fut à la rédaction de Vremia (Le Temps) ou de l' Époque, ouvrant l'idéal slavophile à des tendances plus libérales.